# Despotado do Epiro
O Despotado do Epiro (também conhecido como Principado do Epiro; em grego: Δεσποτάτο της Ηπείρου; romaniz.: Despotáto tis Ipírou) foi um dos três Estados bizantinos gregos fundados pela nobreza exilada do Império Bizantino após a tomada de Constantinopla, pelos cruzados da Quarta Cruzada. Durou de 1205 a 1479. Tal como os outros estados sucessores, Império de Niceia e Império de Trebizonda, reclamou ser o legítimo sucessor do Império Bizantino.

## Fundação
O Despotado do Epiro foi fundado em 1205 por Miguel Comneno Ducas, um primo dos imperadores bizantinos Isaac II Ângelo e Aleixo III Ângelo. No início Miguel aliou-se com Bonifácio de Monferrato, mas tendo perdido a Moreia, no Peloponeso, para os Francos, estabeleceu-se na região de Epiro, onde se autonomeou governador bizantino da antiga província de Nicópolis, revoltando-se contra Bonifácio.
Epiro rapidamente se tornou o refúgio de gregos vindos de Constantinopla, Tessália e do Peloponeso. João X Camatero, o patriarca de Constantinopla não o considerou um legitimo sucessor, por isso juntar-se-ia a Teodoro I Láscaris em Niceia. Miguel aceitou, por isso, a autoridade do papa Inocêncio III sobre Epiro, cortando os laços com a Igreja Ortodoxa. O Despotado de Epiro travou diversos confrontos com o Império de Niceia e o tsar da Bulgária.

## Governantes de Epiro

Império Bizantino no exílio após a quarta Cruzada estabelecer o Império Latino: o Império de Niceia, Despotado do Epiro e Império de Trebizonda

### Dinastia Comneno Ducas
- Miguel I Comneno Ducas (1205-1214)
- Teodoro Comneno Ducas (1214-1230), rei em Tessalônica de 1225 a 1227
- Miguel II Comneno Ducas (1230-1271)
- Nicéforo I Comneno Ducas (1271-1297)
- Tomás I Comneno Ducas (1297-1318)

### Dinastia Orsini
- Nicolau Orsini (1318-1323)
- João II Orsini (1323-1335)
- Nicéforo II Orsini (1335-1337) e (1356-1359)

### Dinastia nemânica
- Simeão Uresis (1359-1366), auto-proclamado imperador dos sérvios e gregos
- Tomás II Preljubovic (1367-1384), déspota e depois rei
- Maria Angelina Ducena Paleóloga (1384-1385), rainha

### Dinastia Buondelmonti
- Esaú de Buondelmonti (1385-1411), usurpador
- Jorge de Buondelmonti (1411)

### Dinastia Tocco
- Carlos I Tocco (1411-1429)
- Carlos II Tocco (1429-1448)
- Leonardo III Tocco (1448-1479)